# سیده‌بورن
سیده‌بورن (به هلندی: Siddeburen) یک منطقهٔ مسکونی در هلند است که در اسلوخترن واقع شده‌است. سیده‌بورن ۳٬۲۴۸ نفر جمعیت دارد.